# Nova Zelândia nos Jogos Olímpicos de Verão de 1964
Nova Zelândia participou dos Jogos Olímpicos de Verão de 1964, realizados em Tóquio, no Japão. 
Foi a 12ª aparição do país nos Jogos Olímpicos, onde foi representado por 64 atletas, sendo 56 homens e oito mulheres, que competiram em 11 esportes. A delegação conquistou cinco medalhas, sendo três delas de ouro, no atletismo e na vela.

## Competidores
Esta foi a participação por modalidade nesta edição:
| Esporte              | Masculino | Feminino | Total |
| -------------------- | --------- | -------- | ----- |
| Atletismo            | 10        | 4        | 14    |
| Boxe                 | 2         | 0        | 2     |
| Ciclismo             | 5         | 0        | 5     |
| Ginástica            | 0         | 3        | 3     |
| Halterofilismo       | 1         | 0        | 1     |
| Hipismo              | 3         | 0        | 3     |
| Hóquei sobre a grama | 14        | 0        | 14    |
| Lutas                | 2         | 0        | 2     |
| Natação              | 1         | 1        | 2     |
| Remo                 | 15        | 0        | 15    |
| Vela                 | 3         | 0        | 3     |
| Total                | 56        | 8        | 64    |

## Medalhas
| Atleta                      | Esporte   | Evento           | Medalha |
| --------------------------- | --------- | ---------------- | ------- |
| Peter Snell                 | Atletismo | 800 m masculino  | Ouro    |
| Peter Snell                 | Atletismo | 1500 m masculino | Ouro    |
| Helmer Pedersen Earle Wells | Vela      | Flying Dutchman  | Ouro    |
| Marise Chamberlain          | Atletismo | 800 m feminino   | Bronze  |
| John Davies                 | Atletismo | 1500 m masculino | Bronze  |

## Desempenho

### Atletismo
Masculino
Eventos de pista
| Atleta         | Evento   | Eliminatórias | Eliminatórias | Semifinal | Semifinal | Final       | Final             | Ref.  |
| Atleta         | Evento   | Tempo         | Pos.          | Tempo     | Pos.      | Tempo       | Pos.              | Ref.  |
| -------------- | -------- | ------------- | ------------- | --------- | --------- | ----------- | ----------------- | ----- |
| Peter Snell    | 800 m    | 1:49.0 Q      | 1º/bat. 4     | 1:46.9 Q  | 1º/bat. 1 | 1:45.1      | Medalha de ouro   | [ 3 ] |
| Peter Snell    | 1500 m   | 3:46.8 Q      | 4º/bat. 3     | 3:38.8 Q  | 1º/bat. 1 | 3:38.1      | Medalha de ouro   | [ 4 ] |
| John Davies    | 1500 m   | 3:46.8 Q      | 4º/bat. 3     | 3:38.8 Q  | 1º/bat. 1 | 3:39.6      | Medalha de bronze | [ 4 ] |
| Neville Scott  | 5000 m   | 15:01.0       | 11º/bat. 4    | —         | —         | Não avançou | Não avançou       | [ 5 ] |
| Bill Baillie   | 5000 m   | 13:55.4 Q     | 2º/bat. 1     | —         | —         | 13:51.0     | 6º                | [ 5 ] |
| Bill Baillie   | 10000 m  | —             | —             | —         | —         | DNS         | DNS               | [ 6 ] |
| Murray Halberg | 5000 m   | 14:12.0       | 4º/bat. 3     | —         | —         | Não avançou | Não avançou       | [ 5 ] |
| Murray Halberg | 10000 m  | —             | —             | —         | —         | 29:10.8     | 7º                | [ 6 ] |
| Barry Magee    | 10000 m  | 30:32.0       | 23º           | —         | —         | Não avançou | Não avançou       | [ 6 ] |
| Ray Puckett    | Maratona | —             | —             | —         | —         | 2:27:34.0   | 27º               | [ 7 ] |
| Jeff Julian    | Maratona | —             | —             | —         | —         | 2:27:57.6   | 29º               | [ 7 ] |
| Ivan Keats     | Maratona | —             | —             | —         | —         | 2:36:16.8   | 42º               | [ 7 ] |

Eventos de campo
| Atleta    | Evento              | Eliminatórias | Eliminatórias | Final       | Final       | Ref.  |
| Atleta    | Evento              | Marca         | Pos.          | Marca       | Pos.        | Ref.  |
| --------- | ------------------- | ------------- | ------------- | ----------- | ----------- | ----- |
| Les Mills | Arremesso de peso   | 18.05 Q       | =7º           | 18.52       | 7º          | [ 8 ] |
| Les Mills | Lançamento de disco | 51.70         | 21º           | Não avançou | Não avançou | [ 9 ] |

Feminino
Eventos de pista
| Atleta             | Evento           | Eliminatórias | Eliminatórias | Quartas de final | Quartas de final | Semifinal   | Semifinal   | Final       | Final             | Ref.   |
| Atleta             | Evento           | Tempo         | Pos.          | Tempo            | Pos.             | Tempo       | Pos.        | Tempo       | Pos.              | Ref.   |
| ------------------ | ---------------- | ------------- | ------------- | ---------------- | ---------------- | ----------- | ----------- | ----------- | ----------------- | ------ |
| Doreen Porter      | 100 m            | 11.77 Q       | 2º/bat. 7     | 11.8             | 5º/bat. 4        | Não avançou | Não avançou | Não avançou | Não avançou       | [ 10 ] |
| Doreen Porter      | 200 m            | 24.24 q       | 3º/bat. 6     | —                | —                | 24.03       | 6º/bat. 2   | Não avançou | Não avançou       | [ 11 ] |
| Avis McIntosh      | 100 m            | 12.06 Q       | 4º/bat. 6     | 12.06            | 6º/bat. 1        | Não avançou | Não avançou | Não avançou | Não avançou       | [ 10 ] |
| Avis McIntosh      | 80 m c/barreiras | 10.84 Q       | 3º/bat. 2     | —                | —                | 10.90       | 5º/bat. 1   | Não avançou | Não avançou       | [ 12 ] |
| Marise Chamberlain | 800 m            | 2:06.8 Q      | 2º/bat. 1     | —                | —                | 2:04.6 Q    | 1º/bat. 2   | 2:02.8      | Medalha de bronze | [ 13 ] |

Eventos de campo
| Atleta        | Evento              | Eliminatórias | Eliminatórias | Final | Final | Ref.   |
| Atleta        | Evento              | Marca         | Pos.          | Marca | Pos.  | Ref.   |
| ------------- | ------------------- | ------------- | ------------- | ----- | ----- | ------ |
| Valerie Young | Arremesso de peso   | 16.40 Q       | 2º            | 17.26 | 4º    | [ 14 ] |
| Valerie Young | Lançamento de disco | 51.94 Q       | 10º           | 49.59 | 13º   | [ 15 ] |

### Boxe
| Atleta         | Evento             | Fase de 64           | Fase de 32           | Oitavas de final     | Quartas de final     | Semifinal            | Final       | Final       | Ref.   |
| Atleta         | Evento             | Adversário Resultado | Adversário Resultado | Adversário Resultado | Adversário Resultado | Adversário Resultado | Pos.        |             | Ref.   |
| -------------- | ------------------ | -------------------- | -------------------- | -------------------- | -------------------- | -------------------- | ----------- | ----------- | ------ |
| Paddy Donovan  | Leve               | —                    | ARG Pace D RSC-2     | Não avançou          | Não avançou          | Não avançou          | Não avançou | Não avançou | [ 16 ] |
| Brian Maunsell | Meio-médio-ligeiro | —                    | URS Frolov D RSC-2   | Não avançou          | Não avançou          | Não avançou          | Não avançou | Não avançou | [ 17 ] |

### Ciclismo de estrada
Masculino
| Atleta                                                    | Evento                     | Tempo      | Pos. | Ref.   |
| --------------------------------------------------------- | -------------------------- | ---------- | ---- | ------ |
| Laurence Byers                                            | Corrida individual         | +0:00.11   | 10º  | [ 18 ] |
| Richard Johnstone                                         | Corrida individual         | +0:00.11   | 17º  | [ 18 ] |
| Des Thomson                                               | Corrida individual         | +0:00.18   | 61º  | [ 18 ] |
| Max Grace                                                 | Corrida individual         | +0:00.20   | 66º  | [ 18 ] |
| Laurence Byers Arthur Candy Des Thomson Richard Johnstone | Contrarrelógio por equipes | 2:38:37.35 | 18º  | [ 19 ] |

### Ginástica artística
Feminino
| Atleta           | Salto | Salto | Salto | Barras assimétricas | Barras assimétricas | Barras assimétricas | Trave | Trave | Trave | Solo  | Solo  | Solo | Individual geral | Individual geral | Ref.   |
| Atleta           | C     | O     | Pos.  | C                   | O                   | Pos.                | C     | O     | Pos.  | C     | O     | Pos. | Total            | Pos.             | Ref.   |
| ---------------- | ----- | ----- | ----- | ------------------- | ------------------- | ------------------- | ----- | ----- | ----- | ----- | ----- | ---- | ---------------- | ---------------- | ------ |
| Pauline Gardiner | 8.933 | 8.833 | 68º   | 8.133               | 8.266               | 74º                 | 8.733 | 8.066 | 76º   | 8.633 | 8.733 | 79º  | 68.330           | 76º              | [ 20 ] |
| Theodora Hill    | 8.600 | 8.933 | 72º   | 8.400               | 7.833               | 77º                 | 8.800 | 8.700 | 70º   | 8.766 | 8.933 | 68º  | 68.965           | 75º              | [ 20 ] |
| Jean Spencer     | 8.600 | 8.500 | 76º   | 7.933               | 8.400               | 75º                 | 8.666 | 7.300 | 79º   | 8.366 | 8.600 | 81º  | 66.365           | 78º              | [ 20 ] |

### Halterofilismo
Masculino
| Atleta     | Evento | Desenvolvimento | Desenvolvimento | Arranco | Arranco | Arremesso | Arremesso | Total | Pos. | Ref.   |
| Atleta     | Evento | Result.         | Pos.            | Result. | Pos.    | Result.   | Pos.      | Total | Pos. | Ref.   |
| ---------- | ------ | --------------- | --------------- | ------- | ------- | --------- | --------- | ----- | ---- | ------ |
| Don Oliver | –90 kg | 157,5           | 10º             | 132,5   | 12º     | 190,0     | =4º       | 480,0 | 9º   | [ 21 ] |

### Hipismo
Saltos
| Atleta                                  | Cavalo                  | Evento     | Rodada 1 | Rodada 1 | Rodada 2 | Rodada 2 | Geral  | Geral | Ref.   |
| Atleta                                  | Cavalo                  | Evento     | Faltas   | Pos.     | Faltas   | Pos.     | Faltas | Pos.  | Ref.   |
| --------------------------------------- | ----------------------- | ---------- | -------- | -------- | -------- | -------- | ------ | ----- | ------ |
| Bruce Hansen                            | Tide                    | Individual | 24.00    | =27º     | 32.00    | 37º      | 56.00  | =31º  | [ 22 ] |
| Graeme Hansen                           | Saba Sam                | Individual | 12.75    | 10º      | 25.00    | 33º      | 37.75  | 23º   | [ 22 ] |
| Adrian White                            | El Dorado               | Individual | 37.25    | 36º      | 25.25    | 34º      | 62.50  | 35º   | [ 22 ] |
| Bruce Hansen Graeme Hansen Adrian White | Tide Saba Sam El Dorado | Equipes    | 74.00    | 10º      | 82.25    | 10º      | 156.25 | 10º   | [ 23 ] |

### Hóquei sobre a grama
| Fase preliminar        | Fase preliminar      | Fase preliminar      | Fase preliminar      | Fase preliminar      | Fase preliminar      | Fase preliminar | Classificação 5º–8º  | Semifinal            | Final                | Final | Ref.   |
| Adversário Resultado   | Adversário Resultado | Adversário Resultado | Adversário Resultado | Adversário Resultado | Adversário Resultado | Pos.            | Adversário Resultado | Adversário Resultado | Adversário Resultado | Pos.  | Ref.   |
| ---------------------- | -------------------- | -------------------- | -------------------- | -------------------- | -------------------- | --------------- | -------------------- | -------------------- | -------------------- | ----- | ------ |
| GBR Grã-Bretanha V 2–0 | KEN Quênia D 2–3     | JPN Japão D 0–1      | AUS Austrália D 1–2  | PAK Paquistão D 0–2  | RHO Rodésia D 1–2    | 7º (Gr. A)      | Não avançou          | Não avançou          | Não avançou          | =13º  | [ 24 ] |

Equipe
- Alan Patterson
- Brian Maunsell
- Bruce Judge
- Grantley Judge
- Ernest Barnes
- Ian Kerr
- John Anslow
- John Cullen
- Ross Gillespie
- Peter Byers
- Phil Bygrave
- Timothy Carter
- Trevor Blake
- Bill Schaefer

### Lutas
Masculino
| Atleta     | Evento       | Fase 1               | Fase 2               | Fase 3               | Fase 4               | Fase 5               | Fase final           | Fase final  | Ref.   |
| Atleta     | Evento       | Adversário Resultado | Adversário Resultado | Adversário Resultado | Adversário Resultado | Adversário Resultado | Adversário Resultado | Pos.        | Ref.   |
| ---------- | ------------ | -------------------- | -------------------- | -------------------- | -------------------- | -------------------- | -------------------- | ----------- | ------ |
| Roy Meehan | Livre −63 kg | MEX Tovar D F        | IRI Seifpour D F     | Não avançou          | Não avançou          | Não avançou          | Não avançou          | Não avançou | [ 25 ] |
| Tony Greig | Livre −70 kg | KOR Jeong D-g D RD   | EUA Rost D F         | Não avançou          | Não avançou          | Não avançou          | Não avançou          | Não avançou | [ 26 ] |

### Natação
Masculino
| Atleta       | Evento          | Eliminatórias | Eliminatórias | Semifinal | Semifinal | Final       | Final       | Ref.   |
| Atleta       | Evento          | Tempo         | Pos.          | Tempo     | Pos.      | Tempo       | Pos.        | Ref.   |
| ------------ | --------------- | ------------- | ------------- | --------- | --------- | ----------- | ----------- | ------ |
| Dave Gerrard | 200 m borboleta | 2:16.3 Q      | 14º           | 2:15.4    | 13º       | Não avançou | Não avançou | [ 27 ] |

Feminino
| Atleta        | Evento      | Eliminatórias | Eliminatórias | Final       | Final       | Ref.   |
| Atleta        | Evento      | Tempo         | Pos.          | Tempo       | Pos.        | Ref.   |
| ------------- | ----------- | ------------- | ------------- | ----------- | ----------- | ------ |
| Vivien Haddon | 200 m peito | 2:53.4        | 11º           | Não avançou | Não avançou | [ 28 ] |

### Remo
Masculino
| Atleta | Evento        | Eliminatórias | Eliminatórias | Repescagem | Repescagem | Final   | Final | Ref.   |
| Atleta | Evento        | Tempo         | Pos.          | Tempo      | Pos.       | Tempo   | Pos.  | Ref.   |
| --- | ------------- | ------------- | ------------- | ---------- | ---------- | ------- | ----- | ------ |
| Murray Watkinson | Skiff simples | 7:49.01       | 2º R          | 7:45.28    | 1º FA      | 8:35.57 | 5º    | [ 29 ] |
| Darien Boswell Alistair Dryden Peter Masfen Dudley Storey Robert Page                                                                | Quatro com    | 6:50.81       | 3º R          | 7:09.26    | 2º FB      | 6:45.16 | 8º    | [ 30 ] |
| Mark Brownlee Alexander Clark Peter Delaney John Gibbons George Paterson Tony Popplewell Raymond Skinner Alan Webster Douglas Pulman | Oito com      | 6:20.63       | 4º R          | 6:14.83    | 3º FB      | 6:07.59 | 11º   | [ 31 ] |

### Vela
| Atleta                      | Evento          | Regatas | Regatas | Regatas | Regatas | Regatas | Regatas | Regatas | Pontos | Pos.            | Ref.   |
| Atleta                      | Evento          | 1       | 2       | 3       | 4       | 5       | 6       | 7       | Pontos | Pos.            | Ref.   |
| --------------------------- | --------------- | ------- | ------- | ------- | ------- | ------- | ------- | ------- | ------ | --------------- | ------ |
| Peter Mander                | Finn            | 716     | 1017    | 841     | 716     | 1620    | 774     | 341     | 5684   | 4º              | [ 32 ] |
| Helmer Pedersen Earle Wells | Flying Dutchman | 219     | 101 DNF | 1423    | 946     | 1423    | 1423    | 821     | 6255   | Medalha de ouro | [ 33 ] |

Legenda
| Recorde mundial      | Recorde mundial (World record)               |                       | Recorde africano                      | Recorde africano (African) |                                           | Q | Classificado por posição (Qualified) |
| Recorde olímpico     | Recorde olímpico (Olympic record)            | Recorde da América    | Recorde da América (Americas)         | q                          | Classificado por melhor tempo (Qualified) |   |                                      |
| Melhor marca do ano  | Melhor marca do ano (World leading)          | Recorde asiático      | Recorde asiático (Asian)              | DNS                        | Não largou (Did not start)                |   |                                      |
| Recorde nacional     | Recorde nacional (National record)           | Recorde europeu       | Recorde europeu (European)            | DNF                        | Não terminou (Did not finish)             |   |                                      |
| Recorde pessoal      | Recorde pessoal do atleta (Personal best)    | Recorde da Oceania    | Recorde da Oceania (Oceania)          | DSQ / DQ                   | Desclassificado (Disqualified)            |   |                                      |
| Recorde da temporada | Recorde da temporada do atleta (Season best) | Recorde sul-americano | Recorde sul-americano (South America) | NM                         | Sem marca (No mark)                       |   |                                      |

### Remo
| S | Classificado(a) para as semifinais |    |                        | FA | Final A (disputa de medalhas) |  |  | FD | Final D (sem medalhas) |
| Q | Classificado(a) para as quartas    | FB | Final B (sem medalhas) | FE | Final E (sem medalhas)        |  |  |    |                        |
| R | Classificado(a) para a repescagem  | FC | Final C (sem medalhas) | FF | Final F (sem medalhas)        |  |  |    |                        |

### Vela
| M   | Regata da Medalha da qual só participam os dez primeiros colocados das regatas anteriores  |  |  | CAN | Regata cancelada |
| BFD | Desclassificado por bandeira preta (Black Flag Disqualified)                               |  |  |     |                  |
| UFD | Desclassificado por bandeira "U" (U Flag Disqualified)                                     |  |  |     |                  |
| OCS | Largada queimada (On the Course Side of the starting line)                                 |  |  |     |                  |
| DNE | Desclassificação sem eliminação (infração a um item do regulamento da prova – Did Not End) |  |  |     |                  |